# 岩手県道269号明戸種市線
岩手県道269号明戸種市線（いわてけんどう269ごう あけどたねいちせん）は、岩手県九戸郡洋野町を通る一般県道である。

## 概要
洋野町の大野地区と種市地区を結ぶ一般県道、旧大野村域と旧種市町域の各中心部を結ぶ。

### 路線データ
- 起点：九戸郡洋野町大野字下明戸（岩手県道164号明戸八木線交点）
- 終点：九戸郡洋野町種市20地割字小路合（国道45号交点）

## 地理

### 交差する道路
- 岩手県道164号明戸八木線（起点）
- 国道45号（終点）